# کوشک امید سالار
کوشک امید سالار مربوط به اواخر دوره قاجار است و در ابرکوه، فلکه بهشت زهرا، کنار جاده یزد، ابرکوه واقع شده و این اثر در تاریخ ۱۶ دی ۱۳۸۷ با شمارهٔ ثبت ۲۴۴۳۲ به‌عنوان یکی از آثار ملی ایران به ثبت رسیده است.